# پریسیلا بورجا
پریسیلا بورجا (انگلیسی: Priscila Borja؛ زادهٔ ۲۸ آوریل ۱۹۸۵) بازیکن فوتبال اهل اسپانیا است.
از باشگاه‌هایی که در آن بازی کرده‌است می‌توان به باشگاه فوتبال زنان اتلتیکو مادرید اشاره کرد.
وی همچنین در تیم‌های ملی فوتبال تیم ملی فوتبال زیر 19 سال زنان اسپانیا و زنان اسپانیا بازی کرده‌است.